# Jonah Bobo
Jonah Bobo (né le 24 janvier 1997 à Roosevelt Island) est un acteur américain.

## Biographie
Jonah Bobo, surnommé JB, est issu d'une famille juive syrien vivant à New York. Il est né le 24 janvier 1997 de Scott Bobo, informaticien et de Denise Raimi, kinésithérapeute. Il a également une petite sœur nommée Georgia. Jonah adore écouter de la musique rock n' roll, il aime bien jouer du piano et son sport favori est le baseball. Son équipe favorite est celle des New York Yankees.
Il obtient son premier rôle en 2004 à l'âge de 7 ans dans The Best Thief in the World. Il apparut ensuite dans De pères en fils (Around the bend, 2004) la même année et se fait reconnaître  pour son rôle de Danny dans Zathura : Une aventure spatiale (Zathura: A Space Adventure, 2005), l'un des rôles principaux de ce film. Il a également participé au doublage de quelques voix de dessins animés.

## Filmographie

### Au cinéma
- 2003 : The Best Thief in the World (en) de Jacob Kornbluth (en) : Sam Zaidman
- 2004 : De pères en fils (Around the Bend) de Jordan Roberts : Zach Lair
- 2005 : Strangers with Candy de Paul Dinello (en) : Shamus Noblet
- 2005 : Zathura : Une aventure spatiale (Zathura: A Space Adventure) de Jon Favreau : Danny
- 2006 : Rox et Rouky 2 : Amis pour toujours (The Fox and the Hound 2) de Jim Kammerud (en) (vidéo) : Rox (voix)
- 2008 : Choke de Clark Gregg : Victor jeune
- 2011 : Crazy, Stupid, Love. de Glenn Ficarra et John Requa : Robbie
- 2013 : Disconnect d'Henry Alex Rubin (en) : Ben Boyd

### À la télévision
- 2004-2010 : Les Mélodilous (The Backyardigans) : Austin le kangourou (voix) (78 épisodes)
- 2009 : 30 Rock : Ethan (saison 3, épisode 18)
- 2009 : Royal Pains : Arlo Grant (saison 1, épisode 5)